# 布拉西 (索姆省)
布拉西（法語：Brassy，法語發音：[bʁasi]）是法国上法蘭西大區索姆省的一个市镇，位于该省西南部，属于亚眠区。

## 地理
布拉西（49°43'46"N, 2°2'35"E）面积2.41 平方千米，位于法国上法蘭西大區索姆省，该省份为法国北部沿海省份，北起加来海峡省和北部省，西接滨海塞纳省和大西洋英吉利海峡，南至瓦兹省，东临埃纳省。
与布拉西接壤的市镇（或旧市镇、城区）包括：贝尔日库尔、孔特尔、库尔塞勒苏图瓦、弗雷蒙捷、桑特利。

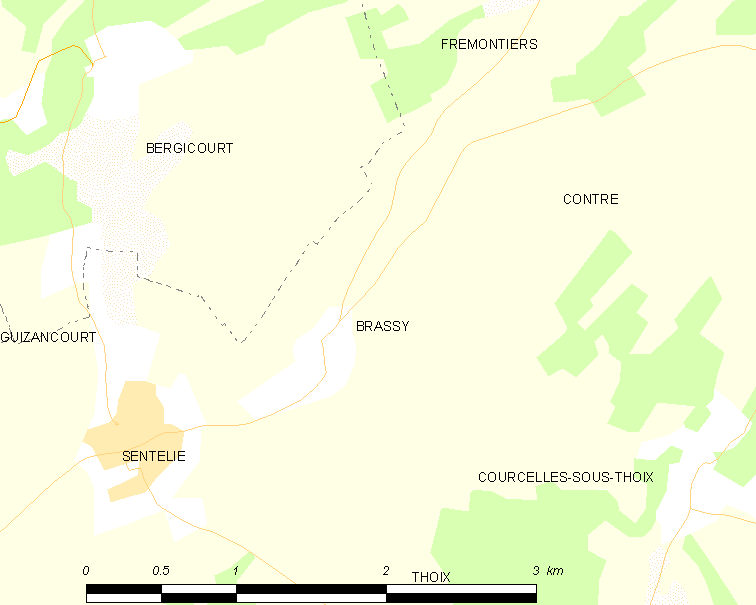
的OSM定位图

布拉西的时区为UTC+01:00、UTC+02:00（夏令时）。

## 行政
布拉西的邮政编码为80160，INSEE市镇编码为80134。

## 政治
布拉西所属的省级选区为努瓦河畔阿伊县。

## 人口

1962-2008年间人口变化图示

布拉西于2022年1月1日时的人口数量为82人。